# Beatboxing
Beim Beatboxing oder Beatboxen werden Drumcomputerbeats – zuweilen auch Scratches oder Schlagzeug- und andere Perkussionsrhythmen, seltener auch weitere Instrumente und andere Klänge – mit dem Mund, der Nase und dem Rachen imitiert. Anders als herkömmlicher Gesang erfüllt Beatboxing in der Regel musikalische Funktionen, die mit denen von Rhythmus- oder Effektinstrumenten vergleichbar sind. Die Kunstform, und manchmal der ausführende Musiker, werden auch als Human Beatbox (veraltete Schreibweise: Human Beat Box) bezeichnet. Beatboxing wird oft mit Vocal Percussion gleichgesetzt, bezeichnet aber genau genommen nur eine spezielle, im Hip-Hop entwickelte Form davon.

## Begriffsherleitung

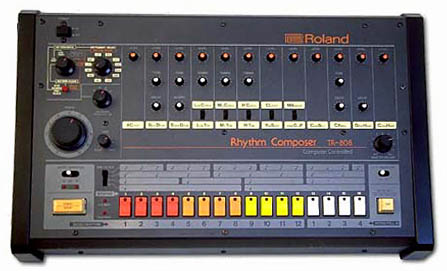
Eine klassische beat box: Die TR-808 war bei frühen Hip-Hop-Produktionen beliebt. Die Nachahmung ihrer Beats gehört mittlerweile zum Repertoire vieler Beatboxer.

Der Begriff leitet sich ab von den vor allem in den 1980er Jahren populären Drumcomputern – auf Englisch salopp beat boxes genannt (von beat „Schlag“ oder „Takt“ und box „Kiste“ oder „Gehäuse“) –, mit denen damals die instrumentale Musik vieler Hip-Hop-Stücke erstellt wurde. Jemand, der Beats und Klänge mit dem Mund erzeugt, wird im Hip-Hop-Kontext dementsprechend als human beatbox – also „menschlicher Drumcomputer“ – bezeichnet. (Auch die in der Hip-Hop-Kultur damals verbreiteten Ghettoblaster werden umgangssprachlich boom box oder beat box genannt.)

## Geschichte und Kultur

### Vorläufer
Geräuschimitationen und Stimmeffekte hatten schon vor der Human Beatbox eine lange Tradition. Als reguläres musikalisches Element fanden sie in der US-amerikanischen Unterhaltungsmusik bereits in der ersten Hälfte des 20. Jahrhunderts Verwendung, etwa in den lautmalerischen Silbenfolgen und Nachahmungen instrumentaler Phrasen des Scat-Gesangs, in den tiefen Brummtönen und rhythmisch begleitenden Zisch- und Atemgeräuschen von Blues, Barbershop und Doo Wop oder im „hicksenden“, Schweine- und Truthahnlaute imitierenden eephing der Hillbilly-Musik.
Mit der Verbreitung von Radio und Schallplatte, später dann auch durch den Tonfilm, erlangten einige Stimmkünstler in den USA vor allem als Komik- oder Novelty-Stars ein breiteres Publikum. So imitierte der Sänger und Synchronsprecher Cliff „Ukelele Ike“ Edwards in seinen Aufnahmen der 1910er und 20er Jahre mit seiner Stimme Trompetensolos oder ahmte komplette Begleitbands nach. In den 1940er Jahren war der Synchronsprecher Mel Blanc für seine cartoonhaften Soundeffekte und Tierstimmenimitationen als The Man of a Thousand Voices (engl.: ‚Der Mann der tausend Stimmen‘) bekannt und auch der Perkussionist und Bandleader Spike Jones verwendete seit den 1940er Jahren neben Kuhglocken, Autohupen, Pistolenschüssen oder Hühnergegacker immer wieder skurrile rhythmische Stimmeffekte in seiner Musik.
In den 1960er und 70er Jahren experimentierten einige Rock- und Popmusiker in ihrer Musik mit Vocal Percussion wie rhythmischem Zischen oder Zungenschnalzen, Stücke wie Time of the Season der Zombies von 1968, Come Together der Beatles von 1969 oder Mungo Jerrys In the Summertime von 1970 wurden internationale Hits. Michael Jackson verzierte seinen Gesang seit Anfang der 1970er Jahre gelegentlich mit Stimmeffekten, die die klangliche Ästhetik des Beatboxens konkret vorwegnahmen, so beispielsweise 1970 im Song True Love Can Be Beautiful von The Jackson Five oder 1976 in Blues Away.
Beatboxing als eigenständige Form wurde jedoch erst in der Hip-Hop-Musik kultiviert.
Siehe auch den Abschnitt: Beatboxing, Vocal Percussion, multivocalism

### Hip-Hop-Anfänge

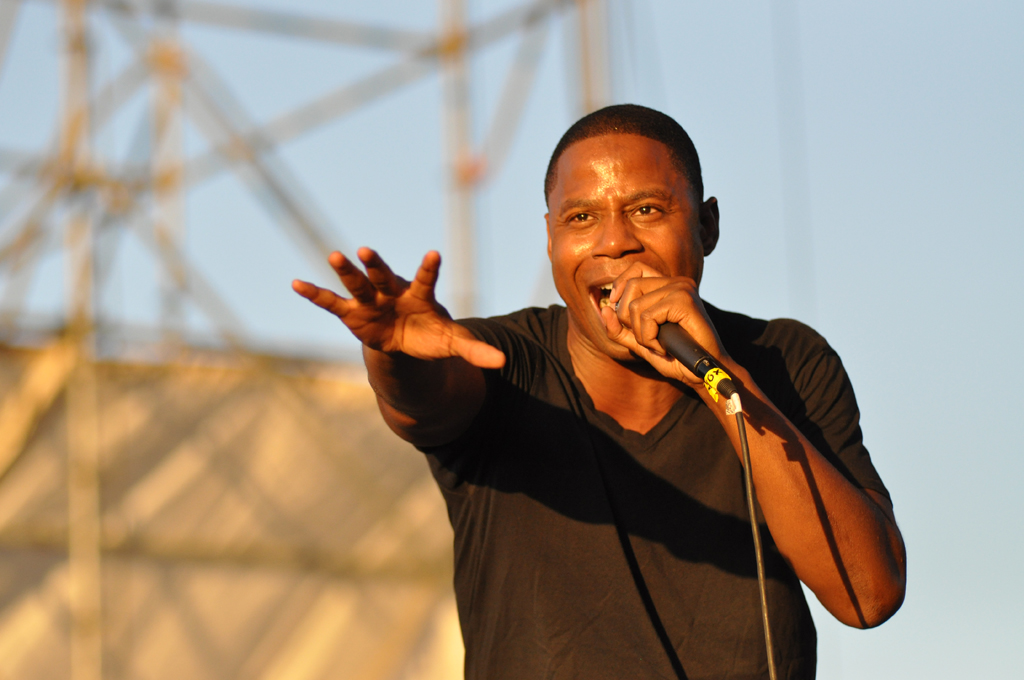
The Original Human Beatbox: Doug E. Fresh beatboxt bei einem Auftritt in Williamsburg, Brooklyn im August 2010.

Beatboxing entstand etwa zu Beginn der 1980er Jahre, nur kurz nachdem die noch junge Hip-Hop-Generation begonnen hatte, zu Breakbeats – und bald darauf auch zu elektronisch erzeugten Rhythmen – zu rappen. Als kreative und kostengünstige Alternative zu Drumcomputern, Playbacks oder Live-Instrumenten entwickelten sich neben Hip-Hop-DJs auch die Beatboxer. Frühe Vertreter waren Doug E. Fresh, Biz Markie, Ready Rock C, Darren „Buffy“ Robinson von The Fat Boys, Leonardo „Wise“ Roman von Stetsasonic und K Love als erste bekanntere Beatboxerin. Als erste Beatboxingaufnahme gilt die 1983 veröffentlichte Maxisingle Reality von Disco 3 (die sich kurz darauf in The Fat Boys umbenannten).
Sowohl Doug E. Fresh als auch Darren Robinson beanspruchten für sich, jeweils Urheber des Beatboxing zu sein. So gab sich Robinson den Titel The Human Beatbox (vgl. auch das Stück Human Beat Box auf dem 1984 veröffentlichten Album Fat Boys), während Fresh sich The Original Human Beatbox nannte (vgl. auch seine Maxisingle The Original Human Beat Box von 1984). Ready Rock C nannte sich entsprechend einem damals verbreiteten Drumcomputer der Firma Linn Electronics The Human Linn Drum.
Einzelne Beatboxer entwickelten zum Teil beachtliche Virtuosität und brachten individuelle Stile hervor. So ahmte Doug E. Fresh Electro-Sounds nach und kombinierte schnelle Folgen von Klicklauten mit tiefen Bassklängen, Wise imitierte Scratches, Darren Robinson Cuíca-Rhythmen und Ready Rock C erzeugte Videospielsounds und blubbernde, an Unterwasseraufnahmen erinnernde Klänge. 1985 erschien die Single The Show / La-Di-Da-Di, auf deren B-Seite die Aufnahme einer reinen Beatbox/Rap-Performance Doug E. Freshs und des Rappers Slick Rick (damals als MC Ricky D) zu hören war. Die Single verkaufte sich in den USA über eine halbe Million Mal, avancierte in England zum Hit und die Musiker traten dort bei Top of the Pops auf. Ein Jahr darauf veröffentlichte Biz Markie seine EP Make The Music With Your Mouth, Biz (engl.: ‚mach die Musik mit deinem Mund, Biz‘), auf deren Tracks er Beatboxing, Rap und Gesang miteinander vermischte und so zu einem neuartigen, eigenwilligen Stil verband. Die Human Beatbox hatte sich von ihrer begleitenden Funktion emanzipiert und war zu einer eigenständigen künstlerischen Ausdrucksform geworden.
Einige Beatboxingpioniere, wie Doug E. Fresh oder Biz Markie, sind nach wie vor musikalisch aktiv (Stand 2010).

### Verbreitung

#### Musik

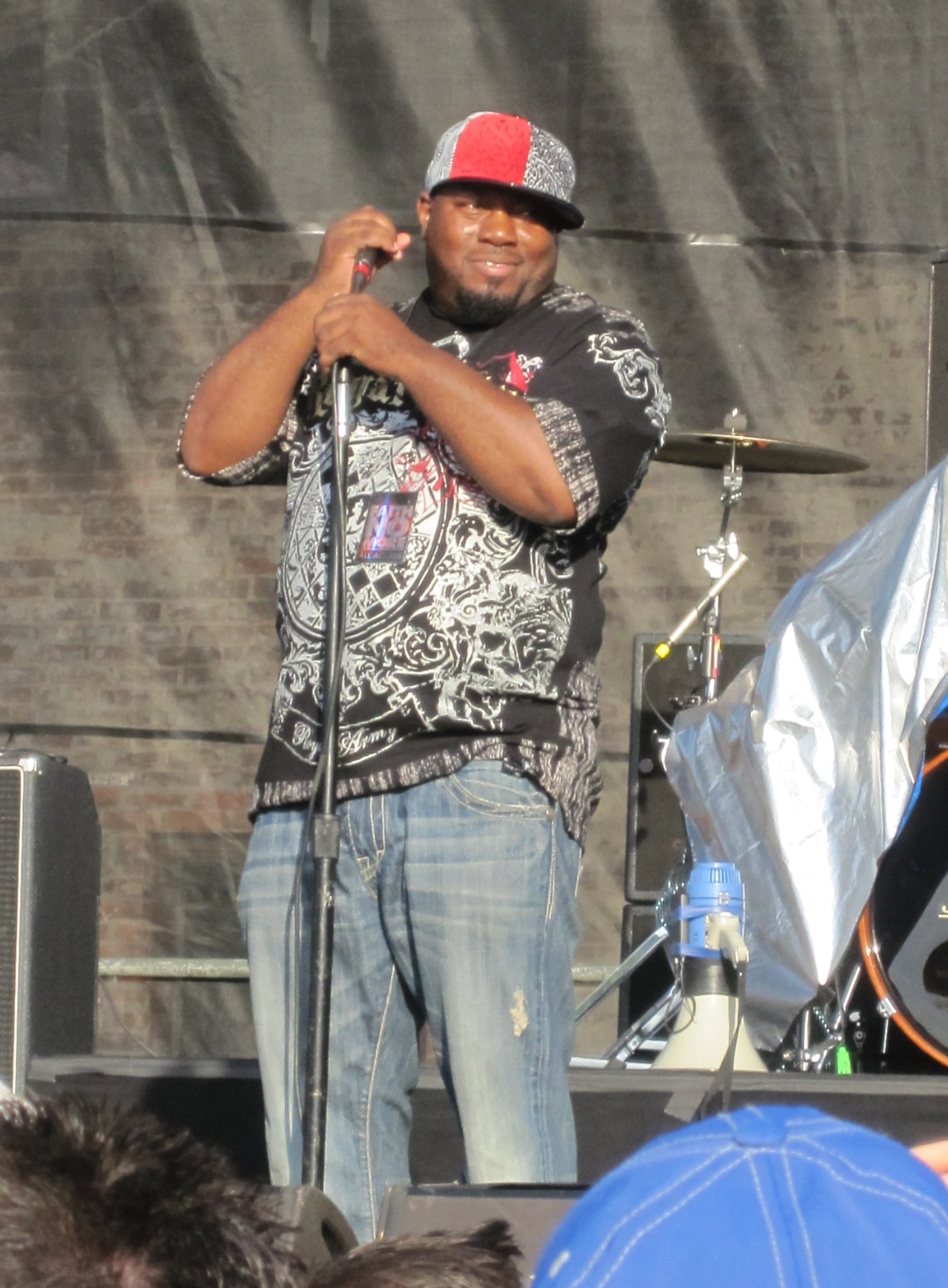
Rockkonzert mit Human Beatbox: Rahzel eröffnet einen Auftritt von Faith No More im Juli 2010.

Mit dem Aufkommen neuer Impulse in der Hip-Hop-Szene zu Beginn der 1990er Jahre wurde Beatboxing als Teil der sogenannten Old School zunächst unpopulärer. Die Kunstform fand jedoch ihren Weg in andere Musikstile und wurde in verschiedenen Ausprägungen und Mischformen inner- und außerhalb des Hip-Hop weiterhin praktiziert und weiterentwickelt. So beatboxte Rahzel bei der Hip-Hop-Band The Roots und war auf einzelnen Aufnahmen von Rakim, Da Bush Babees oder den Fantastischen Vier zu hören. Michael Jackson zeigte 1993 seine Beatboxfähigkeiten in einem A-cappella-Vortrag seines Songs Who Is It während eines Fernsehinterviews mit Oprah Winfrey und veröffentlichte kurz darauf eine – mit einem Beatboxintro eingeleitete und mit The Oprah Winfrey Special Intro betitelte – Version des Songs als Maxi-Single. Der Musikproduzent Timbaland integrierte seit Mitte der 1990er Jahre Beatboxelemente in die Beats seiner Hip-Hop- und R&B-Produktionen, so beispielsweise bei Ginuwines When Doves Cry von 1996 oder bei Aaliyahs Are You That Somebody? von 1998.
Im deutschsprachigen Raum begannen in der ersten Hälfte der 1990er Jahre Musiker wie Beatbox Eliot, Zlep oder Christian „Bina“ Birawsky auf lokalen Jams zu beatboxen und legten so einen Grundstein für die deutschsprachige Szene. 1996 formierte sich in Österreich die Beatboxband Bauchklang, der sich Bina mittlerweile angeschlossen hat.
Etwa seit der Jahrtausendwende erlebt die Human Beatbox in mancherlei Hinsicht ein Revival. Als Wendepunkt wird zumeist Rahzels 1999 veröffentlichtes Debütalbum Make The Music 2000 angesehen, auf dem Beatboxing durchgängig eine zentrale Rolle spielt. Der Titel lässt sich als Reminiszenz an Biz Markies Make The Music With Your Mouth, Biz verstehen, dessen gleichnamiges Stück sich auf dem Album auch als Coverversion wiederfindet. Das Album enthält Gastbeiträge von Slick Rick und bekannten Musikern wie Q-Tip, Erykah Badu und Branford Marsalis und schließt mit einem Hidden Track ab, in welchem Rahzel in einer etwa zweiminütigen Performance eine Vielzahl von Beatboxsounds erzeugt und diese – angelehnt an die Vier-Elemente-Lehre der altgriechischen Philosophie – den „Elementen“ Erde, Wind, Feuer und Wasser zuordnet. Der Track wurde als The Four Elements bekannt und gilt in der Szene mittlerweile als Referenz für Beatboxtechniken.
Als maßgebliche Beatboxer der 2000er Jahre gelten neben Rahzel beispielsweise der britische Beatboxer Killa Kela, der Musiker Matisyahu, Scratch, der sich auf die Imitation von Scratchingsounds spezialisiert hat und in den 1990er Jahren zeitweise als human turntable (engl.: ‚menschlicher Plattenspieler‘) auf Konzerten von The Roots den DJ ersetzte, und Kenny Muhammad, dessen Aufführung des Stückes Kenny’s Joy mit dem New York City Symphony im Jahr 1998 als erster Auftritt eines Beatboxers mit einem klassischen Orchester gilt und ihm den Beinamen The Human Orchestra (engl.: ‚Das menschliche Orchester‘) einbrachte.
Größere Chart-Erfolge erlangte die Human Beatbox erneut 2002 durch Justin Timberlakes Beatboxsolo in seinem Song Rock Your Body, der in mehreren Ländern die Top Ten erreichte und 2004 durch das auf Beatboxing basierende Playback des Stückes Drop It Like It’s Hot von Snoop Dogg, welches in den USA zum Nummer-eins-Hit avancierte. Rahzel tourte 2004 mit dem Sänger Mike Patton, Killa Kela veröffentlichte diverse Alben und arbeitete mit britischen Bands wie Artful Dodger, Basement Jaxx und Stereo MCs zusammen und auf Scratchs zweitem Album Loss 4 Wordz von 2009 wirkten weltberühmte Musiker wie Kanye West und Damon Albarn mit.

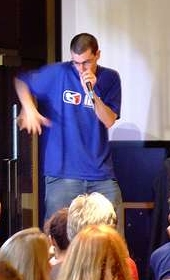
Shlomo beatboxt bei der Veranstaltung Be a Beatbox im Dana Centre des Londoner Science Museums im Juli 2007.

In der A-cappella-Szene verwenden mittlerweile viele Formationen Vocal Percussion als zusätzliches Element. Das Spektrum reicht hierbei von der dezenten, beiläufigen Begleitung in der Tradition von Barbershop und Doo-Wop bis hin zur virtuosen Beatboxeinlage. Ein prominentes Beispiel für Letzteres sind die musikalischen Beiträge von Rahzel und vom britischen Beatboxer Shlomo auf Björks 2004 veröffentlichtem Album Medúlla, dessen Musik nahezu ausschließlich mit der menschlichen Stimme erzeugt wurde.
Als Erweiterung zu den originären vier Hip-Hop-Disziplinen DJing, MCing, Breaking und Writing wird Beatboxing zuweilen auch als die „fünfte Säule“ oder das „fünfte Element“ der Hip-Hop-Kultur bezeichnet und ist damit eines ihrer Wesensmerkmale. Umgekehrt trifft das nur eingeschränkt zu, da sich das Erzeugen von Beats mit dem Mund generell an Drumcomputer und Turntablism anlehnt und mittlerweile nicht nur mit Hip-Hop in Verbindung gebracht werden kann. Das gesamte musikalische Spektrum, in dem die Human Beatbox zum Einsatz kommt, reicht von nahezu allen Spielarten der Popmusik über Jazz und Weltmusik bis hin zur Avantgarde. Die Künstler ergänzen in Bands die Rhythmusgruppe oder ersetzen diese komplett, sie führen musikalische Soloprogramme vor und bilden reine Beatboxensembles. Neben Bauchklang ist das 2007 von Shlomo ins Leben gerufene Vocal Orchestra ein Beispiel für eine reine Beatboxband.

#### Spoken Word
Neben dem rein musikalischen Einsatz wird die Human Beatbox zuweilen auch mit der gesprochenen Sprache kombiniert, beispielsweise in der Stand-up-Comedy. So sind an Beatboxtechniken geschulte Geräuschimitationen ein wesentlicher Bestandteil der Bühnenprogramme des Schauspielers und Komikers Michael Winslow, des Stand-up-Comedians und Musikers Joshua Walters oder des Comedyduos The Umbilical Brothers.
Auch im Rahmen von Open-Mic-Veranstaltungen oder bei anderen Spoken-Word-Performances wie der Slam-Poetry wird zuweilen gebeatboxt. Hier steht nicht immer die Nachahmung konkreter Geräusche im Vordergrund, sondern Beatboxelemente werden auch als direkte, lyrische Äußerungen im Sinne der Lautpoesie verwendet. In diesem Fall verschwimmen notwendigerweise gewisse Grenzen zwischen Sprache und Musik, so dass sich die Resultate im Spannungsfeld zwischen gesprochener Sprache, Human Beatbox und Sprechgesang bewegen. Das Einbinden afroamerikanischer Musik entlehnter, rhythmischer Stimmeffekte in einen lyrischen Vortrag steht durchaus in einer gewissen Tradition, so waren bereits in den 1940er und 50er Jahren die Gedichte von Jazz- und Beat-Generation-Poeten wie Langston Hughes, Bob Kaufman oder Allen Ginsberg vom Groove, der Phrasierung und dem lautmalerischen Ausdruck des Scat beeinflusst, der damals im Bebop kultiviert wurde.

#### Internet
Etwa seit der Jahrtausendwende trägt das Internet maßgeblich zur Verbreitung des Beatboxings bei. Viele Webseiten und etliche Nutzervideos auf Videoportalen sind mittlerweile Teil einer weltweiten Beatbox-Community und mittels Anleitungen und Tutorials kann man dort Beatboxtechniken erlernen. Die Musiker präsentieren sich in Videos, veröffentlichen über Audiodateien eigene Aufnahmen und tauschen sich in Webforen aus. Conventions, Jams und Battles der Szene werden oft über das Internet organisiert. Am 26. Juni 2017 erlangte die Hong Kong Federation of Youth Groups einen Eintrag ins Guinness-Buch der Rekorde, indem es in Hong Kong mit 6430 Teilnehmern das größte Beatboxensemble der Welt organisierte.

#### Fernsehen

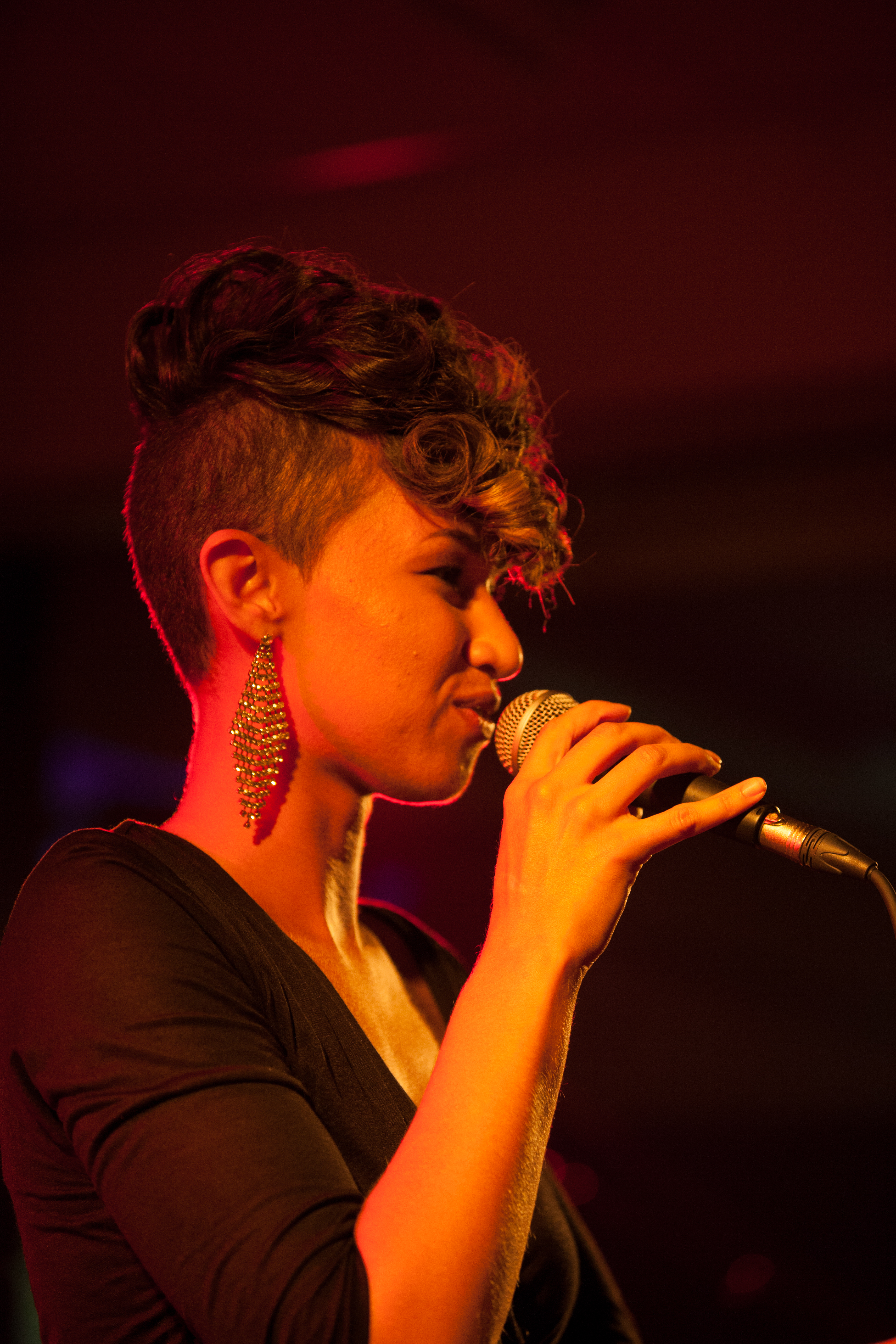
Im Juli 2012 trat die durch America’s Got Talent bekannt gewordene Beatboxerin und Sängerin Butterscotch im Programm des Montreux Jazz Festivals auf.

Im Fernsehen wurde die Human Beatbox unter anderem im Rahmen von Castingshows populär. So qualifizierte sich der Sänger und Beatboxer Philippe Bühler 2004 in der zweiten Staffel der Sendung Deutschland sucht den Superstar für den dritten Platz und die Beatboxer Albert „Alberto“ Bruhn und Robert „Robeat“ Wolf kandidierten 2007 bei der ersten Staffel der Talentshow Das Supertalent. Auch international ist dieses Phänomen zu beobachten, beispielsweise qualifizierte sich die Sängerin und Beatboxerin Antoinette „Butterscotch“ Clinton 2007 für das Finale von America’s Got Talent, der Beatboxer Joseph „Poolpo“ nahm im selben Jahr an der französischen Superstar-Variante Nouvelle Star teil und der Beatboxer Aleksi Vähäpassi ging, ebenfalls 2007, als Sieger der finnischen Supertalent-Variante Talent Suomi hervor.
Auch in der Fernsehwerbung ist Beatboxing ein beliebtes Motiv. So tauchten bereits in Spots internationaler Unternehmen wie Redbull, Kentucky Fried Chicken, McDonald’s, Wal-Mart, Vodafone oder Suzuki Beatboxeinlagen auf. Rahzel musizierte 2003 in einer Reklame für den Schokoriegel Twix, Poolpo trat 2007 in einem skurrilen Werbespot zu einem musikalischen Wettstreit gegen das Betriebssystem Windows Vista an und ein Spot von 2010, der das Hustenbonbon Wick Blau bewirbt, zeigt eine Performance mehrerer Beatboxer mit einem Vokalensemble.

#### Film
Die Human Beatbox ist zuweilen im Kino zu hören und zu sehen. In vielen Hip-Hop-Filmen wird gebeatboxt, angefangen bei Doug E. Freshs Auftritt in Beat Street von 1984 bis hin zu den musikalischen Beiträgen des Beatboxers Anthony „Click Tha Supah Latin“ Rivera in 8 Mile von 2002. Aber auch in Filmen ohne konkreten Hip-Hop-Bezug kommen gelegentlich Beatboxtechniken zum Einsatz: Neben Michael Winslows Geräuschimitationen als Officer Larvell Jones in der 1984 gestarteten Filmreihe Police Academy kommt in der Science-Fiction-Komödie Men in Black II aus dem Jahr 2002 eine Beatboxeinlage vor. Biz Markie tritt hier in einer Nebenrolle als Postbeamter auf, der sich mit dem von Will Smith gespielten Agenten James Edwards in einer auf Beatboxing basierenden, außerirdischen Sprache unterhält.
Auch Dokumentarfilme zum Thema Beatboxing waren bereits im Kino zu sehen. So gab der Regisseur Joey Garfield 2002 in seinem Film Breath Control: The History of the Human Beat Box einen Überblick über Ursprung und Geschichte des Beatboxings und interviewte maßgebliche Vertreter wie Doug E. Fresh, Wise, Biz Markie, Rahzel und Scratch, während der Regisseur Volker Meyer-Dabisch 2008 in seinem Film Love, Peace & Beatbox speziell auf die jüngeren Entwicklungen der deutschen Beatboxszene einging.

### Battles
Ähnlich wie im Battle-Rap, bei DJ-Battles oder Poetry-Slams treten Beatboxer gelegentlich in öffentlichen Wettstreiten – sogenannten Battles (engl.: battle ‚Schlacht‘ oder ‚Kampf‘) oder Championships (engl.: championship ‚Meisterschaft‘) – gegeneinander an. Hierbei bewertet entweder das Publikum durch Applaus oder Abstimmung die Auftritte der einzelnen Beatboxer oder eine Jury bestimmt die Sieger. Die Länge jedes Auftritts ist in der Regel durch ein Zeitlimit begrenzt. Bewertungskriterien können beispielsweise Technik, Stil oder musikalische Originalität des Vortrags sein. Gängig sind sowohl Einzeldarbietungen als auch die direkte Konfrontation mehrerer gleichzeitig oder im Wechsel improvisierender Musiker. Im Gegensatz zum Battle-Rap hat das sogenannte Dissen innerhalb der Musik keinen  Raum, wodurch Beatbox-Battles  einen friedfertigeren Charakter aufweisen.
Mittlerweile werden weltweit in vielen Städten lokale Battles veranstaltet und es existieren darüber hinaus auch nationale und internationale Wettbewerbe. So finden beispielsweise in Belgien, Frankreich, Polen oder England in unregelmäßigen Abständen landesweite Battles statt. Der deutsche Beatbox-Pionier und Berliner Hip-Hop-Künstler Bee Low veranstaltet seit 2002 jährlich die Beatbox Battle World Championship, bei der Beatboxer aus der ganzen Welt gegeneinander antreten.

### Beatboxing, Vocal Percussion,multivocalism

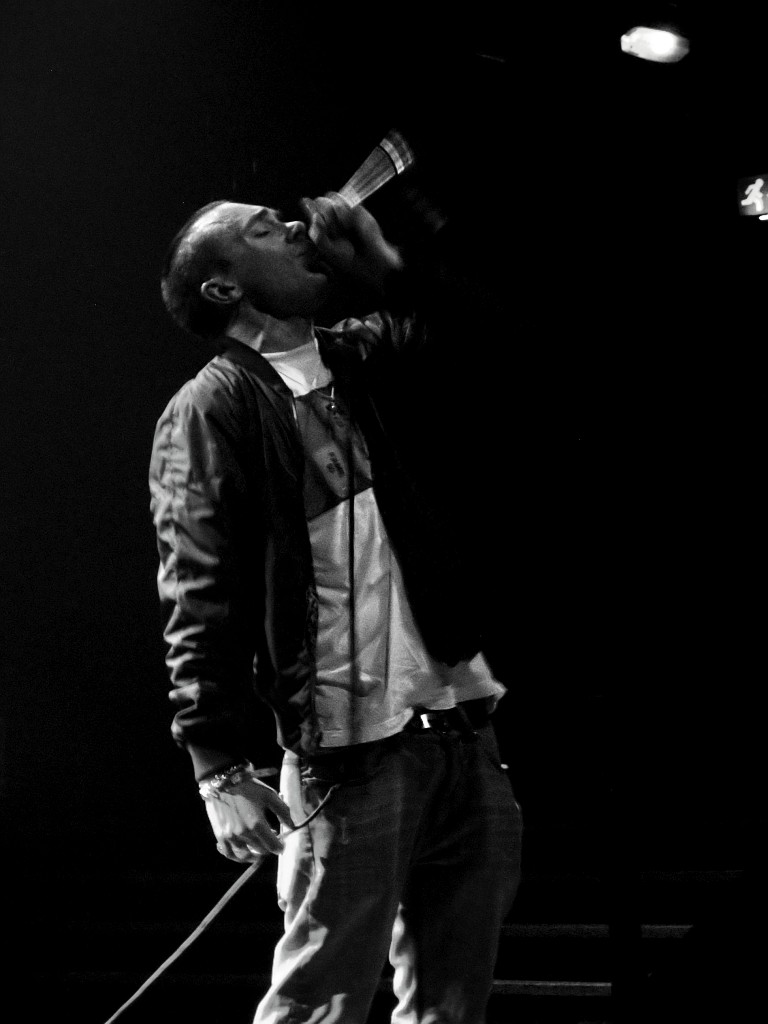
Killa Kelas multivocalism ist nicht nur vom Hip-Hop beeinflusst.

Beatboxing hat sich mittlerweile in vielerlei Hinsicht von seinen Hip-Hop-Wurzeln emanzipiert, weshalb der Begriff oft synonym zu Vocal Percussion im Allgemeinen verwendet wird, und innerhalb vieler nicht-traditioneller Kontexte ist die Differenzierung beider Begriffe auch hinfällig. Letztlich ist eine pauschale Gleichsetzung jedoch falsch, da Beatboxing historisch gesehen nur eine Spielart der Vocal Percussion darstellt und neben ihr weitere, von Hip-Hop gänzlich unberührte Formen existieren, wie beispielsweise das in der traditionellen südindischen Musik verwurzelte Konnakol oder bestimmte Elemente des im gälischen Sprachraum beheimateten Puirt a beul.
Mittlerweile ist jedoch zu beobachten, dass Beatboxer vermehrt Bezüge zu Vokalmusik ohne Beatboxhintergrund aufzeigen, beispielsweise gab Killa Kela 2008 in einem Interview die Jazzsängerin Urszula Dudziak als Inspirationsquelle an und der Beatboxer Kid Lucky nannte den Stimmkünstler Bobby McFerrin und die Performancekünstlerin Diamanda Galás als musikalische Einflüsse. Nicht in allen Fällen lässt sich sauber zwischen musikalischen Formen trennen und oft hängt es vom Selbstverständnis und vom musikalischen Hintergrund eines Musikers ab, ob dessen Musik nun als Beatboxing, als Vocal Percussion, als multivocalism (engl.: von multi ‚mehrfach‘ und vocal ‚mündlich‘ oder ‚stimmlich‘) oder anders bezeichnet wird.
Siehe auch die Abschnitte: Vorläufer und Gesang

## Technik

### Klang und Rhythmus
Beim Beatboxing geht es grundsätzlich darum, mit dem Vokaltrakt perkussive Rhythmen zu erzeugen. Im Unterschied zu herkömmlichen Gesangstechniken, die sich verstärkt mit stimmhaften Lauten (wie Vokalen) befassen, liegt beim Beatboxen der Fokus in wesentlich stärkerem Maße auf den klanglichen Möglichkeiten stimmloser Laute (wie Konsonanten).

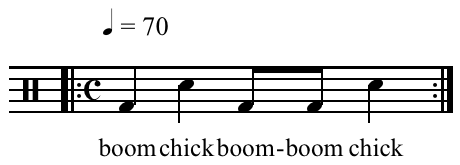
In diesem Notenbeispiel sind klanglich an Bass Drum und Snare Drum angelehnte Silben zu einem simplen Hip-Hop-Beat arrangiert. Zeitgenössisches Beatboxing ist in der Regel sowohl klanglich als auch rhythmisch um einiges komplexer.

Ausgehend von gängigen Drumcomputersounds werden als Basisklänge beispielsweise [pʰ], [p͡f], [p͡s], [t͡ʃ] oder [k͡ʃ] zur Imitation der Snare Drum, [b], [b͡ʍ], [b͡m] oder [ŋ] für die Bass Drum und [t͡s], [t] oder [k̟] für die Hi-Hat verwendet. Ein solches Grundrepertoire lässt sich variieren und erweitern. So kann mit dem Mund, der Nase und dem Rachen – beispielsweise durch Gesangs- oder Sprachfragmente, durch Zungenschnalzen, Pfeifen oder Summen, durch kontrolliertes Atmen, Schnarchen, Husten oder Schlucken, durch Lippenvibrationen und schließlich durch Kombinationen dieser Techniken – ein weites Spektrum von Klängen erzeugt werden. Die Geräusche finden sowohl bei der Imitation von perkussiven Klangfarben (wie Becken, Tomtoms, Cowbells oder Congas), Trommelwirbeln, Rhythmus-, Melodie- oder Bassinstrumenten, Synthesizersounds, Vocals, Samples, Scratches, Cuts, Audioeffekten oder Alltagsgeräuschen Verwendung als auch gelegentlich als eigenständige Klanggesten ohne spezifisches instrumentales Vorbild.
Die einzelnen Laute werden zu Rhythmen arrangiert. Während bei gesprochener Sprache aufeinanderfolgende Laute einander oftmals beeinflussen (Koartikulation), ist beim Beatboxen in der Regel die staccatohafte, präzise Artikulation jedes einzelnen Lautes maßgeblich, so dass sein spezifischer Klang deutlich bleibt. Durch kontrolliertes Anspannen und Bewegen von Zunge, Wangen-, Kiefer- und Halsmuskulatur, eine ausgefeilte Stimm- und Atemkontrolle sowie ein genaues Timing können mehrere Instrumente synchron simuliert bzw. komplexe Musikstücke durch einen einzigen Interpreten produziert werden. Um die begrenzten Möglichkeiten des Vokaltraktes voll auszunutzen, machen sich die Musiker hierbei zuweilen spezielle psychoakustische Phänomene zunutze und erzeugen so die Illusion, der Zuhörer höre anstelle eines Klanges mehrere.

### Atmung
Beim Sprechen oder Singen wird in der Regel während des Ausatmens artikuliert, eine seltene Ausnahme stellt der Obertongesang dar. Beim Beatboxen werden jedoch diverse Klänge inhalierend erzeugt. Zum einen hat dies den Vorteil, dass der Beatboxer seinen Vortrag nicht mit Atempausen unterbrechen muss und einen kontinuierlichen Rhythmus beibehalten kann; so können einige Techniken – beispielsweise die Artikulation eines [t] zur Imitation einer geschlossenen Hi-Hat – bei Bedarf sowohl ein- als auch ausatmend durchgeführt werden. Zum anderen lassen sich bestimmte Klänge einzig durch inhalierte Luftströme erzeugen, so beispielsweise die sogenannte inward clap snare, ein handclapartiger Sound, bei dem einatmend ein [k͡l] im Rachenbereich artikuliert wird oder auch sogenannte inward click rolls, trommelwirbelartige Folgen von Schnalzlauten, bei denen die Zunge durch inhalierte Luftströme in Schwingung versetzt wird.

### Mikrofontechniken
Bei Auftritten verwenden Beatboxer in der Regel Mikrofone, um ihren Vortrag abzunehmen. Um unterschiedliche Klangeffekte zu erzielen, haben sich hierbei spezielle Techniken etabliert. So wird beispielsweise das Mikrofon mit den Händen teilweise abgedeckt oder – statt vor den Mund, wie bei herkömmlichem Gesang üblich – auch an die Nase, den Hals oder sogar den Brustkorb gehalten. Gelegentlich kommen auch mehrere Mikrofone gleichzeitig zum Einsatz.

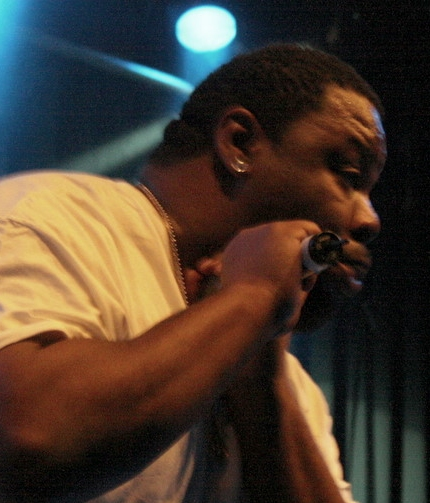
Bei einem Auftritt nimmt Biz Markie mit einem Mikrofon seinen Hals ab.
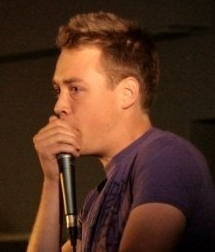
Beatboxer Liam Banks-Carr deckt mit einer Hand den Mikrofonkopf ab.
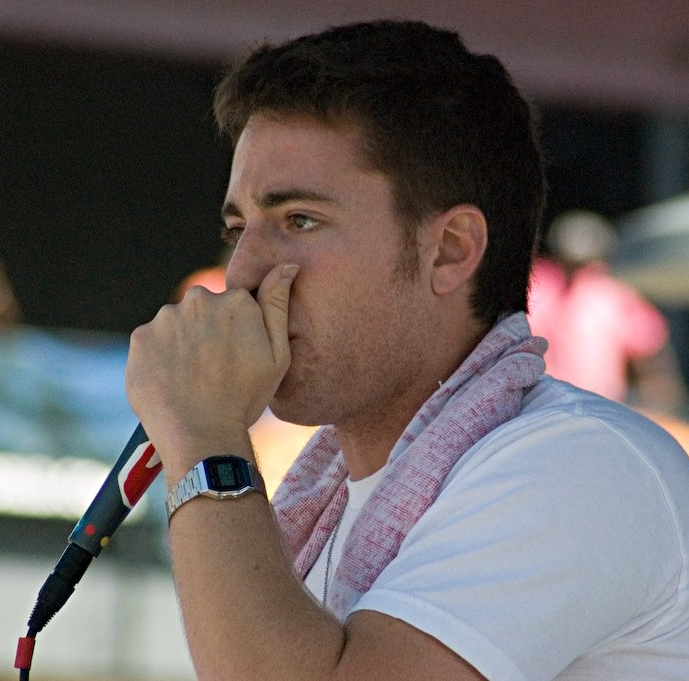
Um basslastige Klänge abzunehmen, kann ein Mikrofon direkt an die Nase gehalten werden.

Wenn Luftströmungen auf die Membran eines Mikrofons treffen, können – in der Regel unerwünschte – Störgeräusche entstehen, weshalb die Membran oft durch einen sogenannten Pop- oder Windschutz geschützt ist. Einige Beatboxer beziehen solcherlei Störgeräusche jedoch bewusst in ihren Vortrag mit ein und beeinflussen damit die Lautstärke oder Klangfarbe ihrer Sounds.

### Mischformen

#### Gesang
Gelegentlich werden Beatboxtechniken mit anderer Vokalmusik derart kombiniert, dass ein und derselbe Musiker gleichzeitig beatboxt und singt. Die rhythmische Begleitung des eigenen Gesangs oder Raps ist dabei mittlerweile verhältnismäßig weit verbreitet. Populär wurde die Technik unter anderem durch Rahzels Interpretation von Aaliyahs Song If Your Girl Only Knew, von ihm zu If Your Mother Only Knew umgedichtet und auf Make The Music 2000 veröffentlicht. Es handelt sich bei der Aufnahme um einen Konzertausschnitt, in dem Rahzel zunächst einige Passagen im Wechsel beatboxt und singt, dann aber beide Elemente zusammenführt und derart verflicht, dass ein Effekt von Gesang bei gleichzeitiger rhythmischer Begleitung entsteht. Rahzels virtuoser Vortrag löste damals Begeisterung in der Beatboxszene aus und das Stück gilt mittlerweile als Klassiker. Adaptionen und Varianten finden sich im Repertoire vieler Beatboxer.
Eine andere Mischform von Beatboxing und Gesang findet sich beispielsweise in der Musik Mike Pattons, der Sängerin Camille oder des Jazzmusikers Médéric Collignon. Hier werden Beatboxtechniken mit Scat und avantgardistischen Stimmexperimenten kombiniert. Dabei wird die Human Beatbox nicht zur Erzeugung eines kontinuierlichen, begleitenden Rhythmus, sondern zur Akzentuierung und klanglichen Erweiterung der (Melodie-)Stimme selbst verwendet. Diese erweiterte Gesangsform im Spannungsfeld zwischen Tonalität und Atonalität weist einerseits Bezüge zu Vokalkompositionen der Neuen Musik auf, andererseits bestehen Bezüge zum Jazzgesang, der – verstärkt seit dem Aufkommen des Free Jazz in den 1960er Jahren – auch die Erzeugung perkussiver und geräuschhafter Klänge beinhaltet.
Siehe auch den Abschnitt: Beatboxing, Vocal Percussion, multivocalism

#### Bodypercussion

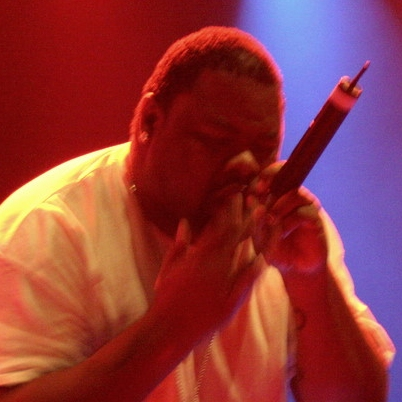
Körpereinsatz: Biz Markie nimmt beim Beatboxen die Finger zur Hilfe.

Eine weitere Möglichkeit der Kombination bietet die Bodypercussion, also die Nutzung des gesamten Körpers als Perkussionsinstrument. Einerseits findet sich hier die Human Beatbox einfach neben anderen Klanggesten wieder, so wird zuweilen gleichzeitig gebeatboxt und in die Hände geklatscht, mit den Fingern geschnippt oder mit den Füßen aufgestampft. Andererseits können zwischen Human Beatbox und Bodypercussion aber auch direkte Wechselwirkungen bestehen, sie einander also klanglich beeinflussen. So kann die Stimme durch Klopfen des Halses oder Brustkorbs manipuliert oder die Hand dazu genutzt werden, den Resonanzraum des Mundes zu erweitern, Größe und Form der Mundöffnung zu variieren oder durch gezielten Druck die Lippenspannung zu beeinflussen. Auch durch Klatschen auf die angespannte Wange oder die Lippen oder durch Zupfen dieser können Klänge erzeugt oder verändert werden.

#### Instrumentenspiel
Die Human Beatbox wird zuweilen auch mit dem Spielen verschiedener Instrumente kombiniert. So können Musiker beim Spiel von Zupf-, Streich-, Schlag- oder Tasteninstrumenten ihren instrumentalen Vortrag beatboxend begleiten und ergänzen. Beim Spiel von Blasinstrumenten wie Didgeridoo, Mundharmonika, Tuba oder Querflöte wird die Human Beatbox hingegen selbst zur Spieltechnik und ergänzt das Repertoire etablierter extended techniques wie Überblasen, Flatterzunge oder Multiphonics. Die „Beatboxflöte“ findet beispielsweise im Spiel der Musiker Dirko Juchem, Greg Pattillo und Nathan „Flutebox“ Lee Verwendung.

#### Live-Looping, Sampling und Effekte

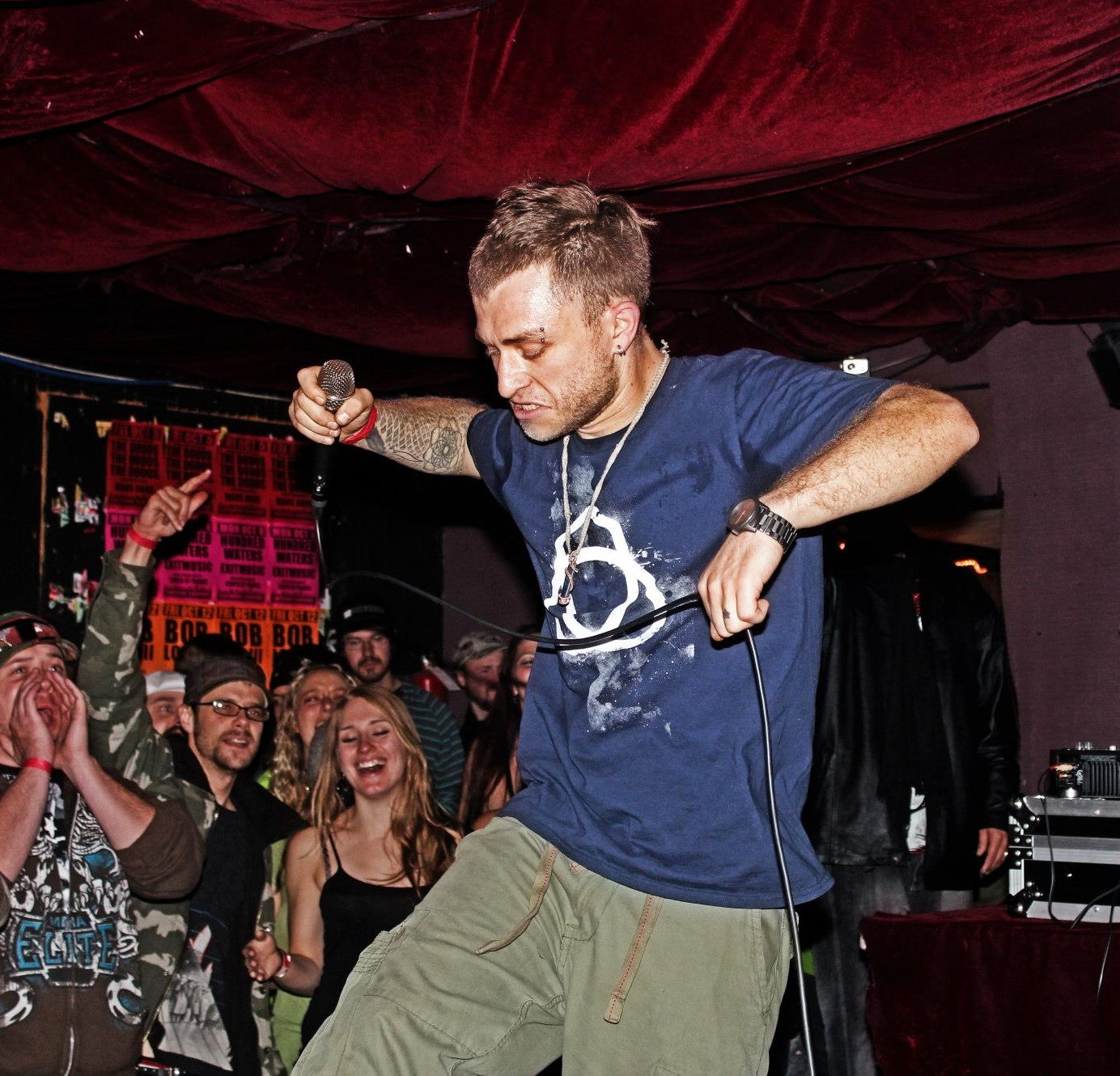
Dub FX im Juni 2012 bei einem Auftritt in Denver. Der Live-Looping-Künstler bedient seine Geräte in der Regel über Pedale.

Einige Beatboxer nutzen bei ihren Auftritten Loops, um einzeln vorgetragene Passagen mittels Echtzeit-Overdubbing zur Mehrstimmigkeit zu ergänzen. Diese Technik wird auch als „Live-Looping“ (von englisch: live ‚direkt‘ und loop ‚Schleife‘) bezeichnet. Oft werden hierbei nur bestimmte Passagen gebeatboxt, während andere gerappt oder gesungen werden, so dass als Resultat der Eindruck eines Vokalensembles oder einer kompletten Band entstehen kann. Live gelooptes Beatboxing kommt beispielsweise bei den Auftritten Shlomos oder denen der Beatboxer Kid Beyond, Dub FX oder MC Xander zum Einsatz. Auftritte können auch durch weitere technische Hilfsmittel – wie Sampler, Effektgeräte oder entsprechende Musiksoftware – ergänzt werden, so werden zuweilen Klänge oder Passagen live gebeatboxt und währenddessen geschnitten, arrangiert oder verfremdet. Beispiele für die Verwendung von derlei Techniken sind die Auftritte des Beatboxers Beardyman oder des experimentellen Hip-Hop-Musikers Prefuse 73.
In der Musikproduktion werden durch Beatboxtechniken erzeugte Klänge zuweilen mittels Sampling isoliert und dann mittels Sequenzern zu Rhythmen arrangiert. Allerdings fällt hier der – beim authentischen Beatboxen obligatorische – Vortrag quasi vollständig weg, so dass es sich nun, trotz teilweise ähnlich klingender Resultate, primär um eine Tonstudiotechnik handelt. Im fertigen Stück finden sich die Samples oftmals verfremdet neben Schlagzeug-, Synthesizer- oder Scratchingsounds wieder. Beispiele für die Verwendung solcher Samples finden sich in einigen Michael-Jackson-Stücken oder in diversen Produktionen Timbalands. Sammlungen von Human-Beatbox-Samples sind im Handel erhältlich, so dass sich derlei Beats mittlerweile auch ohne eigene Aufnahmen erstellen lassen.

## Dokumentarfilme
- 2002: Breath Control: The History of the Human Beat Box bei IMDb.
- 2008: Love, Peace & Beatbox bei IMDb.
- 2011: Beatboxing – The Fifth Element of Hip Hop bei IMDb.